# Coppa delle Coppe 1966-1967 (pallacanestro maschile)
La Coppa delle Coppe 1966-1967 di pallacanestro maschile venne vinta dall'Ignis Varese.

## Risultati

### Primo turno
| Squadra 1              | Totale    | Squadra 2       | Andata | Ritorno |
| ---------------------- | --------- | --------------- | ------ | ------- |
| Duvbo                  | 0 - 4     | Dinamo Bucarest | 0-2    | 0-2     |
| Juventud Kalso         | 225 - 95  | Benfica         | 107-38 | 118-57  |
| Helsingin Kisa-Toverit | 149 - 206 | Wisła Cracovia  | 77-97  | 72-109  |
| Marocco (bandiera)     | 0 - 2     | Ignis Varese    | 0-2    |         |

### Ottavi di finale
| Squadra 1        | Totale    | Squadra 2                 | Andata | Ritorno |
| ---------------- | --------- | ------------------------- | ------ | ------- |
| Dinamo Bucarest  | 144 - 152 | Royal IV Anderlecht       | 86-70  | 58-82   |
| Diekirch         | 170 - 210 | Spartak ZJŠ Brno          | 69-94  | 101-116 |
| Ignis Varese     | 160 - 111 | ABC Nantes                | 81-43  | 69-68   |
| İTÜ Istanbul     | 129 - 155 | Partizan Belgrado         | 71-75  | 50-80   |
| Juventud Kalso   | 182 - 121 | Flamingo's Haarlem        | 84-49  | 98-72   |
| Maccabi Tel Aviv | 172 - 162 | Aris Salonicco            | 101-71 | 71-91   |
| MTV Gießen       | 141 - 206 | Wisła Cracovia            | 77-106 | 64-100  |
| Čern. Burgas     | 153 - 147 | Handelsministerium Vienna | 83-74  | 70-73   |

### Quarti di finale
| Squadra 1           | Totale    | Squadra 2         | Andata | Ritorno |
| ------------------- | --------- | ----------------- | ------ | ------- |
| Royal IV Anderlecht | 154 - 179 | Spartak ZJŠ Brno  | 76-88  | 69-91   |
| Ignis Varese        | 159 - 128 | Partizan Belgrado | 83-55  | 76-73   |
| Juventud Kalso      | 152 - 152 | Maccabi Tel Aviv  | 101-69 | 51-83   |
| Wisła Cracovia      | 127 - 147 | Čern. Burgas      | 75-52  | 60-87   |

### Semifinali
| Squadra 1        | Totale    | Squadra 2    | Andata | Ritorno |
| ---------------- | --------- | ------------ | ------ | ------- |
| Spartak ZJŠ Brno | 136 - 142 | Ignis Varese | 83-84  | 53-58   |
| Maccabi Tel Aviv | 158-128   | Čern. Burgas | 91-60  | 67-68   |

### Finale
| Squadra 1    | Totale    | Squadra 2        | Andata | Ritorno |
| ------------ | --------- | ---------------- | ------ | ------- |
| Ignis Varese | 144 - 135 | Maccabi Tel Aviv | 77-67  | 67-68   |

| Coppa delle Coppe 1966-1967 |
| --------------------------- |
| Ignis Varese 1º titolo      |

## Formazione vincitrice

La formazione dell'Ignis Varese nel 1966-1967

| N° | Naz.                   | Ruolo | Sportivo              |  | Alt. |  |
| -- | ---------------------- | ----- | --------------------- |  | ---- |  |
| 5  | Italia (bandiera)      | C     | Ottorino Flaborea     |  |      |  |
| 6  | Italia (bandiera)      | C     | Sauro Bufalini        |  |      |  |
| 7  | Italia (bandiera)      | P     | Maurizio Ossena       |  |      |  |
| 8  | Italia (bandiera)      | A     | Giambattista Cescutti |  |      |  |
| 9  | Italia (bandiera)      | A     | Paolo Vittori         |  |      |  |
| 10 | Italia (bandiera)      | P     | Pierangelo Gergati    |  |      |  |
| 11 | Italia (bandiera)      | C     | Dino Meneghin         |  |      |  |
| 12 | Italia (bandiera)      | P     | Roberto Gergati       |  |      |  |
| 13 | Italia (bandiera)      | C     | Enrico Bovone         |  |      |  |
| 14 | Italia (bandiera)      | P     | Massimo Villetti      |  |      |  |
| 15 | Stati Uniti (bandiera) | GA    | Stan McKenzie         |  |      |  |
|    | Italia (bandiera)      | All.  | Vittorio Tracuzzi     |  |      |  |